# Negroes (Britten)
Benjamin Britten componeerde Negroes van september tot en met oktober 1935.
Britten schreef de muziek voor een film van GPO Film Unit en zijn vriend W.H. Auden, die net was aangenomen door GPO, verzorgde de teksten. De film (met muziek en tekst) behandelt de slavernij van begin tot eind, met al zijn ontberingen. Het heeft veel weg van een geschiedenisles. Er wordt bijvoorbeeld bezongen de toebemeten ruimte voor slaaf, slavin of jonge slaaf en wanneer Groot-Brittannië de slaventransporten verbood (1807), maar ook wat er daarna gebeurde in met name West-Indië. de film belandde echter enige tijd op de plank en pas in 1938 kwam er schot in de zaak, de muziek wer opgenomen en uiteindelijk was God's Chillun, zoals de film toen heette, in 1939 te zien.
Het werk is geschreven voor sopraan, tenor, bas en ensemble en is onder te verdelen in acht delen:
1. Allegro appasionato (titelmuziek);
2. Allegro - "In the middle ages";
3. Allegro - "The the Portuguese and Spaniards";
4. Allegro ritmico - "At the mouth of the Senegal";
5. Andante con moto - "To sail from Africa to Jamaica";
6. Andante lento - "The more advanced thinkers of Europe";
7. Andante con molto moto - "Still at their accustomed hour";
8. Allegro ritmico - "Coffee from the Blue Mountains".

Het gecomponeerde gedeelte duurt ongeveer 13 minuten; de sopraan en bas hebben na de muziek nog een verhaal te houden (2 strofen).
Het volgende ensemble dat de uitgestelde film zou voorzien van muziek, zat op 8 januari 1938 in de geluidsstudio:
- Spreekstem, sopraan, tenor en bariton
- koor met tenoren en baritons
- 1 hobo’s, tevens althobo en tamboerijn
- 2 man/vrouw percussie
- 1 harpen, 1 piano tevens grote trom

## Discografie
- Uitgave NMC Recordings